# Dirijabilul furat
Dirijabilul furat (în cehă Ukradená vzducholoď; în italiană I ragazzi del capitano Nemo) este un film științifico-fantastic de animație și de acțiune în direct din 1966. A fost realizat de regizorul și animatorul ceh Karel Zeman. Povestea se bazează pe romanele lui Jules Verne, Doi ani de vacanță și Insula misterioasă. Filmat în stil Art Nouveau, este format din scene de acțiune live, filmate în general în alb și negru, precum și scene de animație desenate manual, stop motion și decupate. Diverse elemente live-action și animate sunt adesea amestecate în aceeași scenă. Filmul urmărește peripețiile a cinci băieți care fură un dirijabil în timpul unui spectacol aerian de la Praga.

## Prezentare
Acțiunea filmului începe la Expoziția Centenarului de la Praga (General Land Centennial Exhibition), în 1891. Cinci băieți din Praga se întâlnesc la Expoziție unde văd un miracol fantastic, un dirijabil presupus controlabil al profesorului Findejs. Acesta oferă băieților zboruri gratuite în scopuri publicitare, dar apoi dorește să-i alunge atunci când caută cumpărători. Băieții nu vor să fie goniți de pe aeronavă și ajung brusc deasupra orașului. Dar dirijabilul nu este controlabil! Mai întâi au zburat în siguranță deasupra Europei, dar apoi s-au prăbușit pe o insulă necunoscută din mijlocul oceanului. 
Deoarece se presupune că dirijabilul este umplut cu un gaz rezistent la explozie, copiii sunt urmăriți de agenți ai puterilor mondiale care sunt foarte interesate de acest gaz. 
Pe lângă căpitanul Nemo, în timpul călătoriei băieții întâlnesc și alte personaje care sunt cunoscute din diverse romane ale lui Jules Verne și sunt atacați de pirați.
În cele din urmă sunt salvați de o expediție organizată de jurnaliștii de la Ardan.

## Distribuție
- Hanus Bor - Tomás Dufek
- Jan Cizek - Martin
- Jan Malát - Pavel
- Michal Pospisil - Jakoubek Kurka
- Josef Stráník - Petr
- Rudolf Deyl - domnul Tenfield
- Jitka Zelenohorská - Katka
- Karel Effa - spionul Gustav
- Cestmír Randa - profesorul Findejs
- Eva Kubesová - Dufková
- Marie Brozová - Jakoubkova
- Stepánka Rehákova - Komorná
- Cestmír Randa - Prof. Findejs
- Miroslav Holub - Dufek
- Stanislav Simek - Ardan, redactorul
- Václav Trégl - redactorul șef
- Jaroslav Mares - Ardan, redactor
- Josef Vetrovec - căpitanul
- Ladislav Navratil - Kurka
- Milos Nesvadba - un pirat
- Jan Teplý - Walstone
- Josef Haukvic - Forbes
- Milan Nedela - un pirat
- Václav Babka - Lodní
- Jaroslav Stercl - comisarul de poliție
- Eduard Kohout - generalul
- Zdenek Braunschläger - Selenon
- Frantisek Filipovský - Soudce
- av Svec - Nemo
- Zdenek Díte - un general
- Miroslav Homola - un general
- Antonín Soukup - Námorník
- Jirí Svárovský -

## Producție
În acest film sunt amestecate scene reale filmate în direct cu decoruri animate inspirate de ilustrațiile originale ale romanele lui Jules Verne. Coloana sonoră a filmului a fost creată de Jan Novák.

## Lansare
Filmul a avut premiera în Cehoslovacia la 28 aprilie 1967, în Germania la 29 septembrie 1967.

## Vezi și
- Științifico-fantasticul în Cehia
- Lista filmelor bazate pe opera lui Jules Verne